# Stadio Jinzhou
Lo stadio Jinzhou (Cinese semplificato: 大连金州体育场) è uno stadio in cui si praticano diversi sport e si trova a Dalian, in Cina. Attualmente è usato principalmente per partite di calcio ed è temporaneamente lo stadio di casa dello Shanghai Shenhua. Lo stadio può ospitare 30.776 persone e fu costruito nel 1997.